# 대한민국의 국민권익위원회 위원장
국민권익위원회 위원장(國民權益委員會 委員長)은 국민권익위원회를 대표하는 직위로, 장관급 정무직공무원으로 보한다.

## 임명
- 국민권익위원회 위원장은 대통령이 임명한다.

## 역할
- (정부조직법 제7조제1항) 각 행정기관의 장은 소관사무를 통할하고 소속공무원을 지휘·감독한다.
- (부패방지 및 국민권익위원회의 설치와 운영에 관한 법률 제14조제1항) 위원장은 위원회를 대표한다.

## 역대 위원장

### 국민고충처리위원회 위원장
| 정부        | 대수           | 이름                            | 임기                            | 비고   |
| ----------- | -------------- | ------------------------------- | ------------------------------- | ------ |
| 김영삼 정부 | 초대           | 김광일(金光一)                  | 1994년 4월 8일~1995년 9월 20일  | 차관급 |
| 김영삼 정부 | 2대            | 최종백(崔鍾伯)                  | 1995년 9월 26일~1997년 4월 7일  |        |
| 김영삼 정부 | 3대            | 강원일(姜原一)                  | 1997년 4월 8일~1998년 3월 1일   |        |
| 김대중 정부 | 4대            | 주광일(朱光逸)                  | 1998년 3월 19일~2001년 3월 17일 |        |
| 김대중 정부 | 5대            | 이원형(李沅衡)                  | 2001년 3월 27일~2004년 3월 26일 |        |
| 노무현 정부 | 5대            | 이원형(李沅衡)                  | 2001년 3월 27일~2004년 3월 26일 |        |
| 6대         | 조영황(趙永晃) | 2004년 3월 27일~2005년 3월 31일 |                                 |        |
| 7대         | 송철호(宋哲鎬) | 2005년 4월 8일~2008년 2월 29일  | 장관급으로 격상                 |        |

### 국가청렴위원회 위원장
| 정부        | 대수 | 이름           | 임기                           | 비고 |
| ----------- | ---- | -------------- | ------------------------------ | ---- |
| 노무현 정부 | 초대 | 정성진(鄭城鎭) | 2004년 8월 30일~2007년 8월 8일 |      |
| 노무현 정부 | 2대  | 이종백(李鐘伯) | 2007년 8월 9일~2008년 2월 29일 |      |

### 국민권익위원회 위원장
| 정부        | 대수           | 이름                             | 임기                              | 비고      |
| ----------- | -------------- | -------------------------------- | --------------------------------- | --------- |
| 이명박 정부 | 초대           | 양건(梁建)                       | 2008년 3월 17일~2009년 8월 27일   |           |
| 이명박 정부 | 2대            | 이재오(李在五)                   | 2009년 9월 30일~2010년 6월 30일   |           |
| 이명박 정부 | 3대            | 김영란(金英蘭)                   | 2011년 1월 1일~2012년 11월 27일   |           |
| 이명박 정부 | -              | 박재영(朴在泳)                   | 2012년 11월 28일~2012년 12월 10일 | 직무 대행 |
| 이명박 정부 | 4대            | 이성보(李晟補)                   | 2012년 12월 11일~2015년 12월 10일 |           |
| 박근혜 정부 | 4대            | 이성보(李晟補)                   | 2012년 12월 11일~2015년 12월 10일 |           |
| 5대         | 성영훈(成永薰) | 2015년 12월 11일~2017년 6월 28일 |                                   |           |
| 문재인 정부 | 6대            | 박은정(朴恩正)                   | 2017년 6월 29일~2020년 6월 28일   |           |
| 문재인 정부 | 7대            | 전현희(全賢姬)                   | 2020년 6월 29일~ 2023년 6월 27일  |           |
| 윤석열 정부 | -              | 정승윤(鄭勝允)                   | 2023년 6월 27일~2023년 7월 2일    | 직무 대행 |
| 윤석열 정부 | 8대            | 김홍일(金洪一)                   | 2023년 7월 3일~2023년 12월 22일   |           |
| 윤석열 정부 | -              | 정승윤(鄭勝允)                   | 2023년 12월 22일~2024년 1월 10일  | 직무 대행 |
| 윤석열 정부 | 9대            | 유철환(柳哲桓)                   | 2024년 1월 10일~                  |           |

## 같이 보기
- 국민권익위원회
- 국민권익위원회 부위원장
- 국민권익위원회 상임위원